# Felicidades
Felicidades è un film del 2000 diretto da Lucho Bender.